# Preussens kungar
Preussen var en monarki från 1701 till 1918 och alla dess kungar tillhörde huset Hohenzollern.

## Bakgrund
Den preussiska monarkin uppstod då kurfurste Fredrik III av Brandenburg den 18 januari 1701 utropade sig till kung i Preussen och antog namnet Fredrik I. De brandenburgska kurfurstarna hade sedan 1618 även innehaft titeln hertig av Preussen, vilken Johan Sigismund av Brandenburg då ärvde av sin svärfar Albrekt Fredrik av Preussen.

### Kung i Preussen

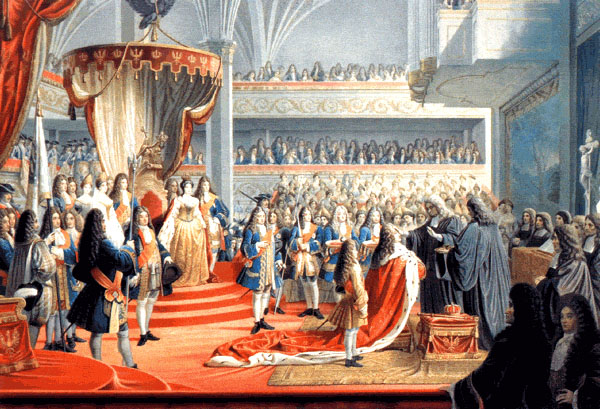
Smörjelsen i kröningen av Fredrik I:s på Königsbergs slott 1701.

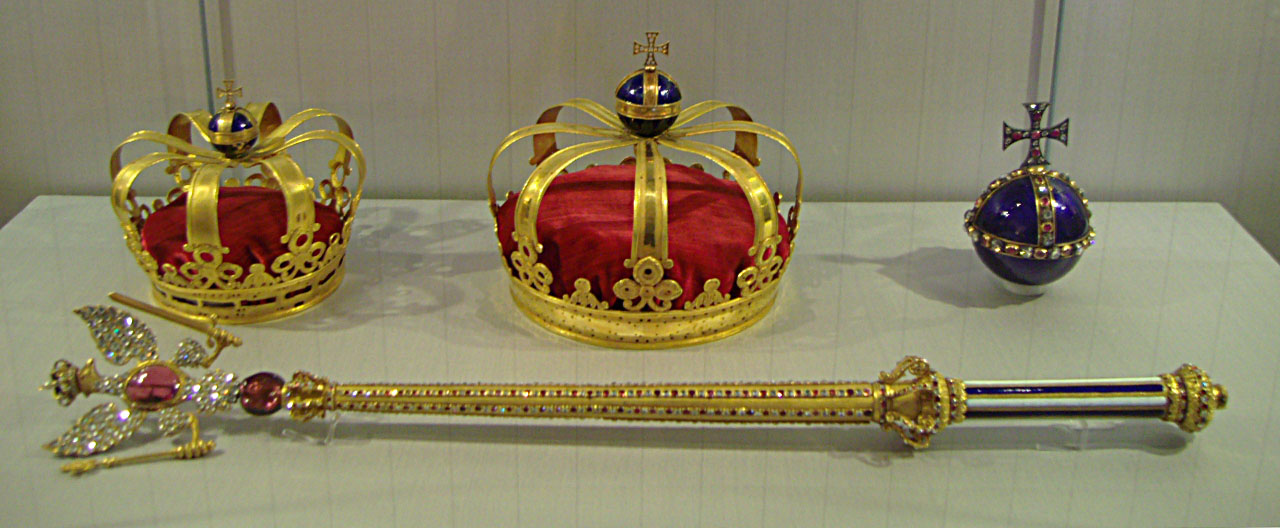
Preussens riksregalier, skapade för Fredrik I:s kröning 1701.

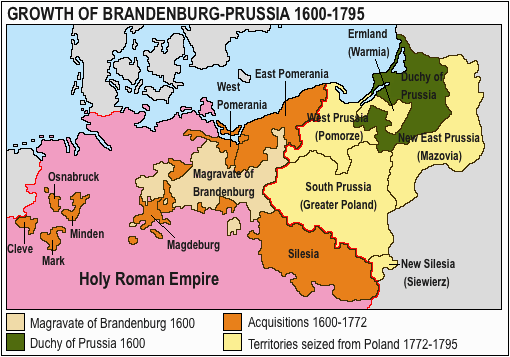
Karta över Preussens territoriala utveckling. Hertigdömet Preussen i mörkgrönt, Brandenburg-Preussen i sandbrunt och orange, områden som efter 1772 annekterades från Polsk-litauiska samväldet i ljusgult. Den röda gränsen markerar gränsen för Tysk-romerska riket.

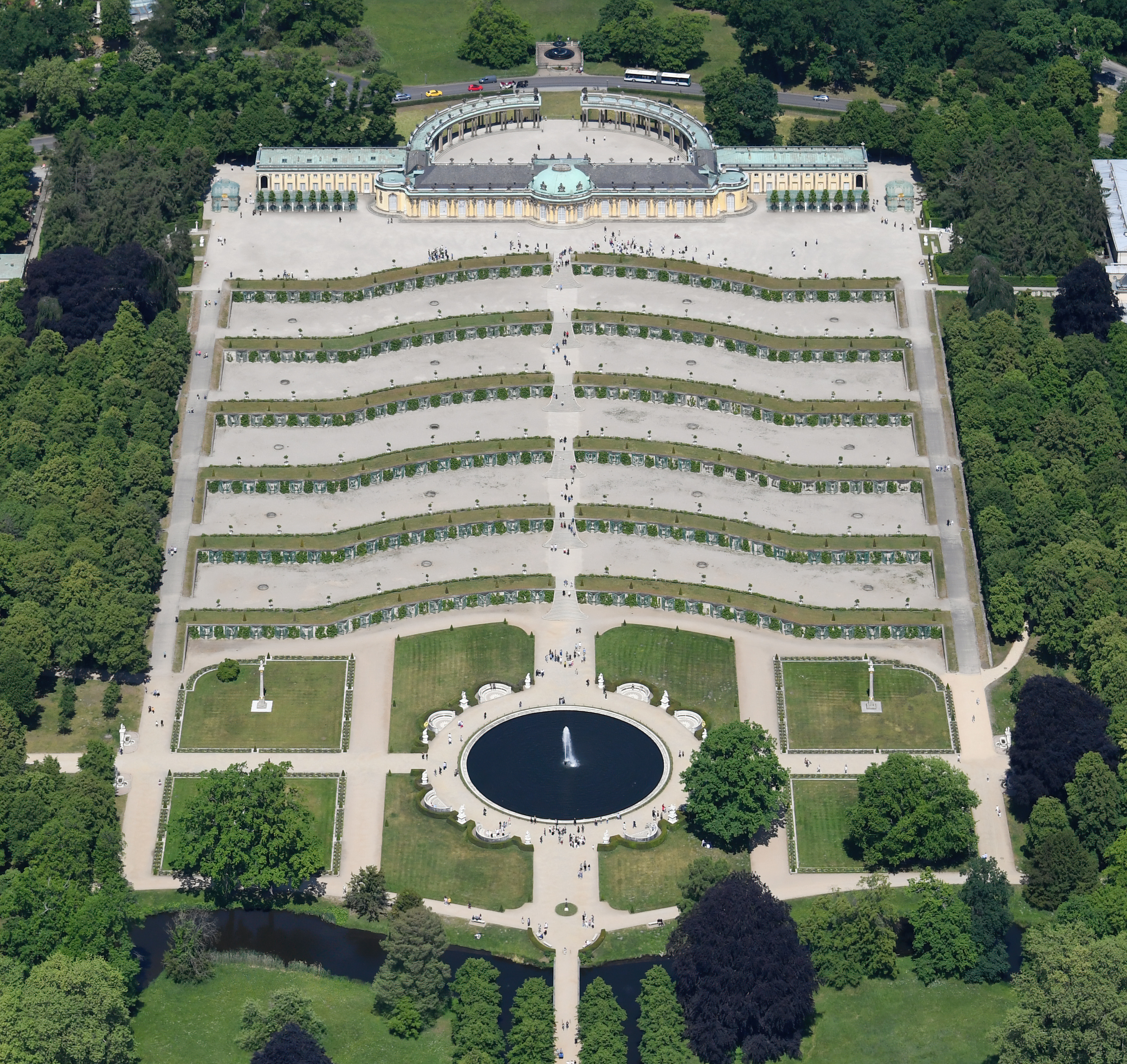
Sanssouci i Potsdam från luften. Slottet som uppfördes för Fredrik (II) "den store" är sedan 1990 ett världsarv.

Anledningen till att denna ordalydelse, istället för "Kung av Preussen", valdes 1701 var att man ville undvika konflikter då kurfursten och markgreven även var hertig av Preussen.
Konflikterna gällde dels Preussens relation till de tysk-romerska kejsarna av huset Habsburg, eftersom man på detta sätt tydliggjorde att kungatiteln endast gällde det suveräna tidigare hertigdömet Preussen (Ostpreussen) utanför Tysk-romerska rikets gräns, medan kejsaren fortfarande titulärt behöll överhögheten över Preussens territorium inom kejsarriket, och dels relationen med Polen, då man inte gjorde anspråk på det polska Kungliga Preussen (Västpreussen), som lydde under kungariket Polen och därmed var en del av den polska kungatiteln.  I praktiken var dock staten Brandenburg-Preussen även inom Tyskland ett oberoende kungadöme, vilket framför allt kom att visa sig genom Fredrik II:s militära expansionspolitik.
Från och med 1772, i samband med första delningen av Polen, då huvuddelen av det polska Kungliga Preussen tillföll det tyska Preussen, övergick Fredrik II av Preussen till att kalla sig Kung av Preussen.

### Kung av Preussen
1772 ändrades den formella titeln från kung i Preussen till kung av Preussen för att återspegla den uppnådda statusen som en stormakt. Anledningen till den ovanliga titeln fram till 1772 var att det under tidsperioden inte sågs lämpligt med en separat kungatitel som implicerade paritet eller oberoende gentemot kejsaren/Romersk kung innanför det tyskromerska rikets gränser.
1806 upphörde titeln kurfurste av Brandenburg genom Tysk-romerska rikets upplösning.

### Tysk Kejsare

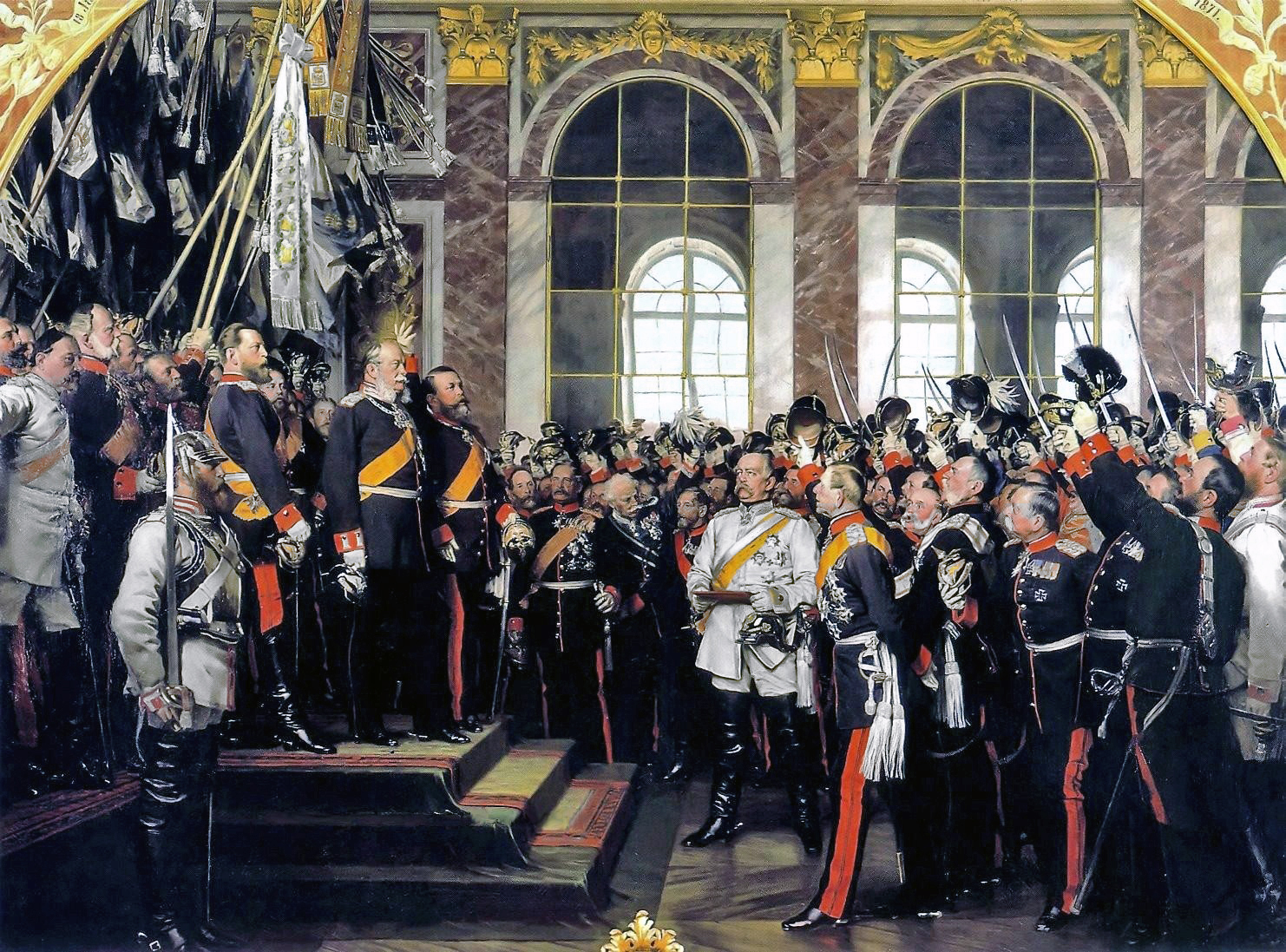
Målning av Anton von Werner föreställande när Preussens kung Vilhelm I utropas till tysk kejsare i Versailles 1871. Till höger om Vilhelm I står kronprinsen och till höger svärsonen, storhertigen av Baden. Nedanför ses Otto von Bismarck i vit uniform.

Från 1871 var de preussiska kungarna tillika tysk kejsare i Kejsardömet Tyskland. Den siste kungen och kejsaren, Vilhelm II hade vid första världskrigets slut planer på att bemöta kraven på hans abdikation med att avgå endast som kejsare men bibehålla den preussiska kungatiteln. Detta visade sig dock inte realistiskt.

## Kungalängd

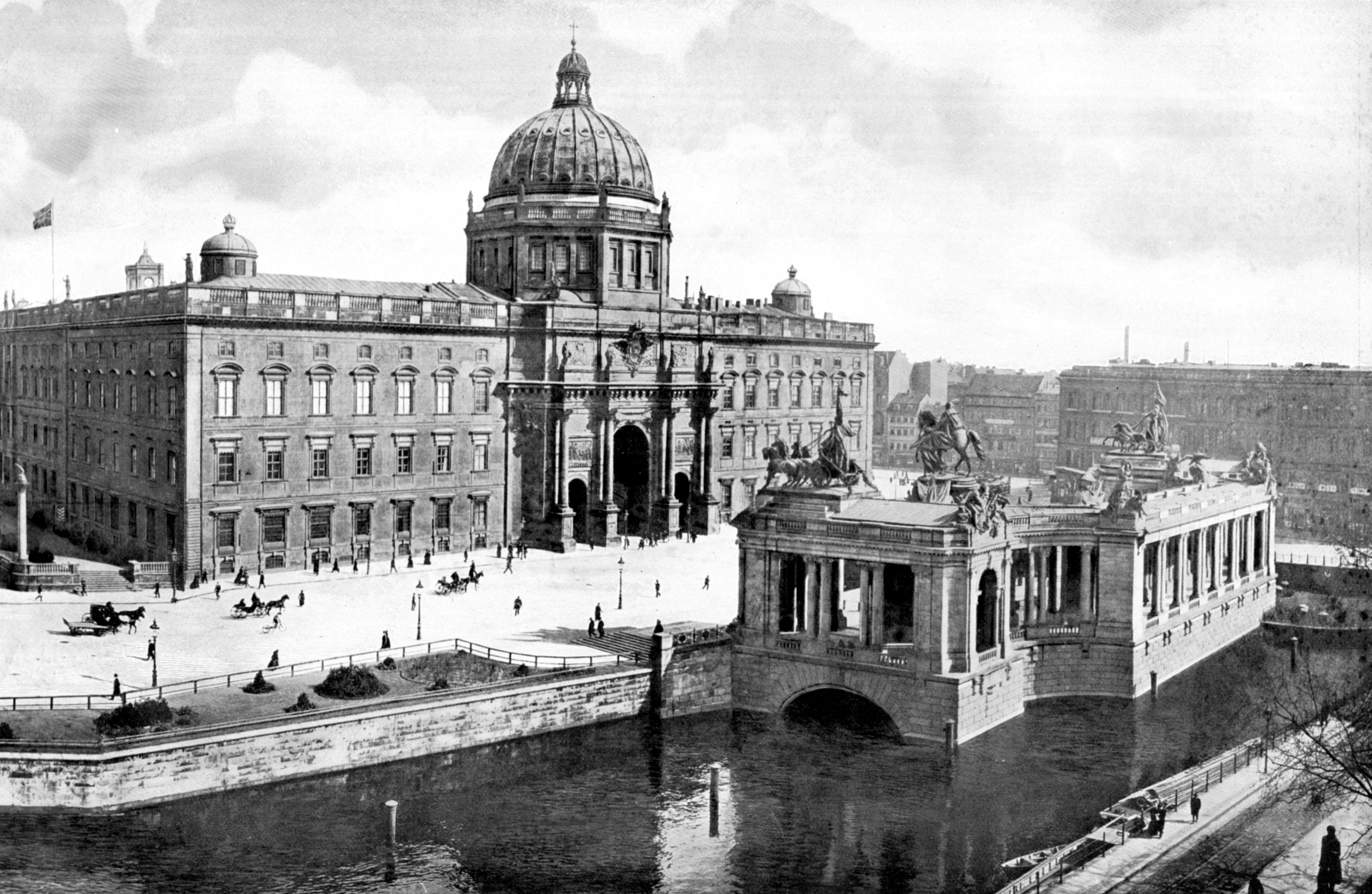
Berlins stadsslott, blid från 1900.

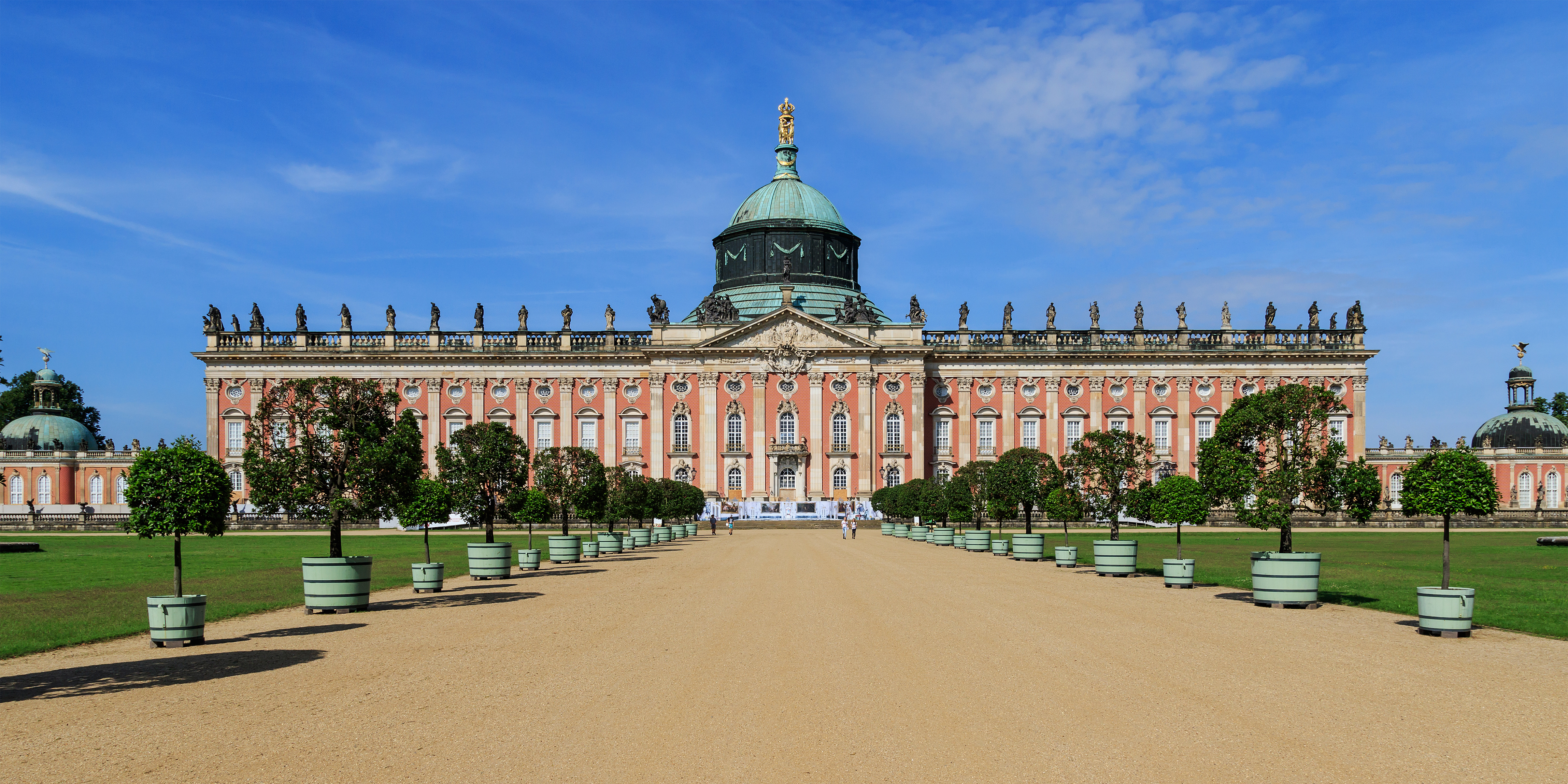
Neues Palais i Potsdam.

(Samtliga namn nedan återgives med försvenskad stavning)
| Nr | Porträtt | Namn                   | Regeringstid     | Regeringstid     | Släktskap till företrädare | Levnadstid        | Levnadstid       | Gemål | Not    |
| Nr | Porträtt | Namn                   | Tillträdde       | Frånfälle        | Släktskap till företrädare | Födelsedatum      | Dödsdatum        | Gemål | Not    |
| -- | -------- | ---------------------- | ---------------- | ---------------- | -------------------------- | ----------------- | ---------------- | --- | ------ |
| 1. |          | Fredrik I              | 18 januari 1701  | 25 februari 1713 | –                          | 11 juni 1657      | 25 februari 1713 | Sofia Charlotta av Hannover Lovisa av Mecklenburg-Schwerin | [ 2 ]  |
| 2. |          | Fredrik Vilhelm I      | 25 februari 1713 | 31 maj 1740      | son                        | 14 augusti 1688   | 31 maj 1740      | Sofia Dorotea av Hannover | [ 3 ]  |
| 3. |          | Fredrik II (den store) | 31 maj 1740      | 17 augusti 1786  | son                        | 24 januari 1712   | 17 augusti 1786  | Elisabet Kristina av Braunschweig-Bevern | [ 4 ]  |
| 4. |          | Fredrik Vilhelm II     | 17 augusti 1786  | 16 november 1797 | brorson                    | 25 september 1744 | 16 november 1797 | Elisabet Kristina av Braunschweig (skild 1769) Fredrika Louise av Hessen-Darmstadt (gift 1769) Julie von Voss (morganatiskt gift genom bigami 1787) Sophie von Dönhoff (morganatiskt gift genom bigami 1790) | [ 5 ]  |
| 5. |          | Fredrik Vilhelm III    | 16 november 1797 | 7 juni 1840      | son                        | 2 augusti 1770    | 7 juni 1840      | Louise av Mecklenburg-Strelitz Auguste von Harrach (morganatiskt giftermål) | [ 6 ]  |
| 6. |          | Fredrik Vilhelm IV     | 7 juni 1840      | 2 januari 1861   | son                        | 15 oktober 1795   | 2 januari 1861   | Elisabeth Ludovika av Bayern | [ 7 ]  |
| 7. |          | Vilhelm I              | 2 januari 1861   | 9 mars 1888      | bror                       | 22 mars 1797      | 9 mars 1888      | Augusta av Sachsen-Weimar | [ 8 ]  |
| 8. |          | Fredrik III            | 9 mars 1888      | 15 juni 1888     | son                        | 18 oktober 1831   | 15 juni 1888     | Viktoria av Storbritannien | [ 9 ]  |
| 9. |          | Vilhelm II             | 15 juni 1888     | 9 november 1918  | son                        | 27 januari 1859   | 4 juni 1941      | Auguste Viktoria av Schleswig-Holstein-Sonderburg-Augustenburg | [ 10 ] |

## Släktträd
omfattar regerande kungar, kungasöner som överlevde barndomen samt kungadöttrar och kungasystrar som var gifta med regerande furstar
- Fredrik I
  -  Fredrik Vilhelm I
    - Wilhelmine, gift med markgreve Fredrik III av Brandenburg-Bayreuth
    - Fredrik II
    - Filippa Charlotta, gift med furst Karl I av Braunschweig-Wolfenbüttel
    - Lovisa Ulrika, gift med kung Adolf Fredrik av Sverige
    - Prins August Vilhelm
      - Fredrik Vilhelm II
        - Fredrik Vilhelm III
          - Fredrik Vilhelm IV
          - Vilhelm I
            - Fredrik III
              - Vilhelm II
                - Kronprins Vilhelm
                - Prins Eitel Fredrik av Preussen
                - Prins Adalbert av Preussen
                - Prins August Vilhelm av Preussen
                - Prins Oskar av Preussen
                - Prins Joakim av Preussen
                -  Viktoria Luise, gift med hertig Ernst August av Braunschweig

              - Charlotte, gift med hertig Bernhard III av Sachsen-Meiningen
              - Prins Henrik av Preussen
              -  Sofia, gift med kung Konstantin I av Grekland

            -  Louise, gift med storhertig Fredrik I av Baden

          - Charlotte, gift med tsar Nikolaj I av Ryssland
          - Prins Karl
          - Alexandrine, gift med storhertig Paul Fredrik av Mecklenburg-Schwerin
          -  Prins Albrekt

        - Wilhelmine, gift med kung Vilhelm I av Nederländerna
        - Augusta, gift med kurfurst Vilhelm II av Hessen
        -  Prins Vilhelm

      -  Wilhelmina, gift med arvståthållare Vilhelm V av Oranien

    - Prins Henrik
    -  Prins August Ferdinand

## Tronpretendenter och huvudmän för det preussiska kungahuset efter 1918

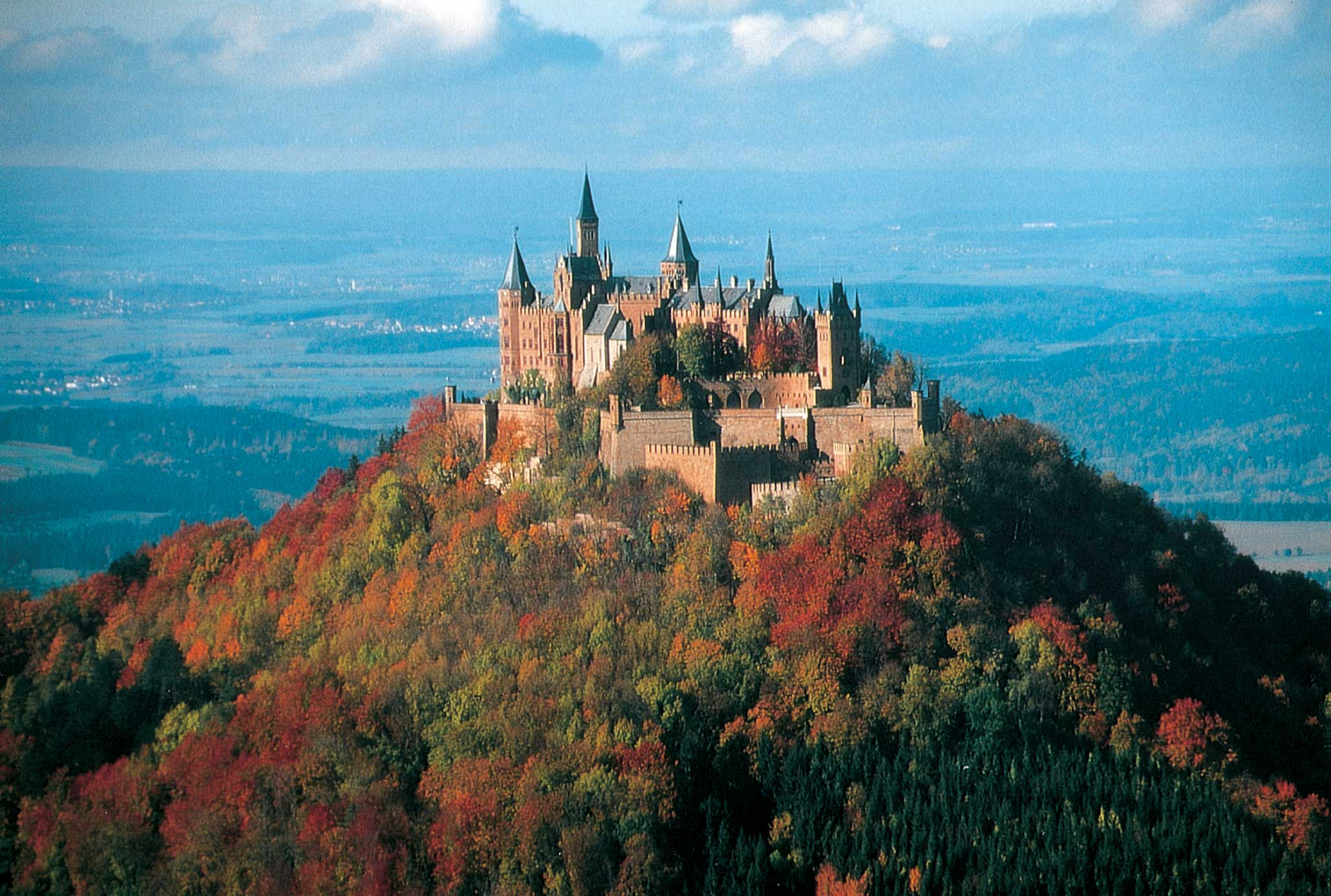
Burg Hohenzollern, stamgods för ätten Hohenzollern i förbundslandet Baden-Württemberg.

| Namn              | Bild | Anspråk                                          | Födelsedatum    | Dödsdatum         | Not                           |
| ----------------- | ---- | ------------------------------------------------ | --------------- | ----------------- | ----------------------------- |
| Vilhelm II        |      | huvudman 1918-1941; avstod sina tronanspråk 1918 | 27 januari 1859 | 4 juni 1941       | [ 10 ]                        |
| Kronprins Wilhelm |      | huvudman 1941-1951; avstod sina tronanspråk 1918 | 6 maj 1882      | 20 juli 1951      | [ 11 ]                        |
| Wilhelm           |      | tronpretendent 1918-1933                         | 4 juli 1906     | 26 maj 1940       | (äldste son till kronprinsen) |
| Louis Ferdinand   |      | tronpretendent 1933-1994 huvudman 1951-1994      | 9 november 1907 | 25 september 1994 | (föregåendes yngre bror)      |
| Georg Friedrich   |      | huvudman och tronpretenden från 1994             | 10 juni 1976    |                   | (föregåendes sonson)          |

## Slott och palats förknippade med den preussiska kronan
- Altes Palais, Berlin
- Altlandsbergs slott (rivet)
- Babelsbergs slott, Potsdam

Charlottenburgs slott i Berlin.

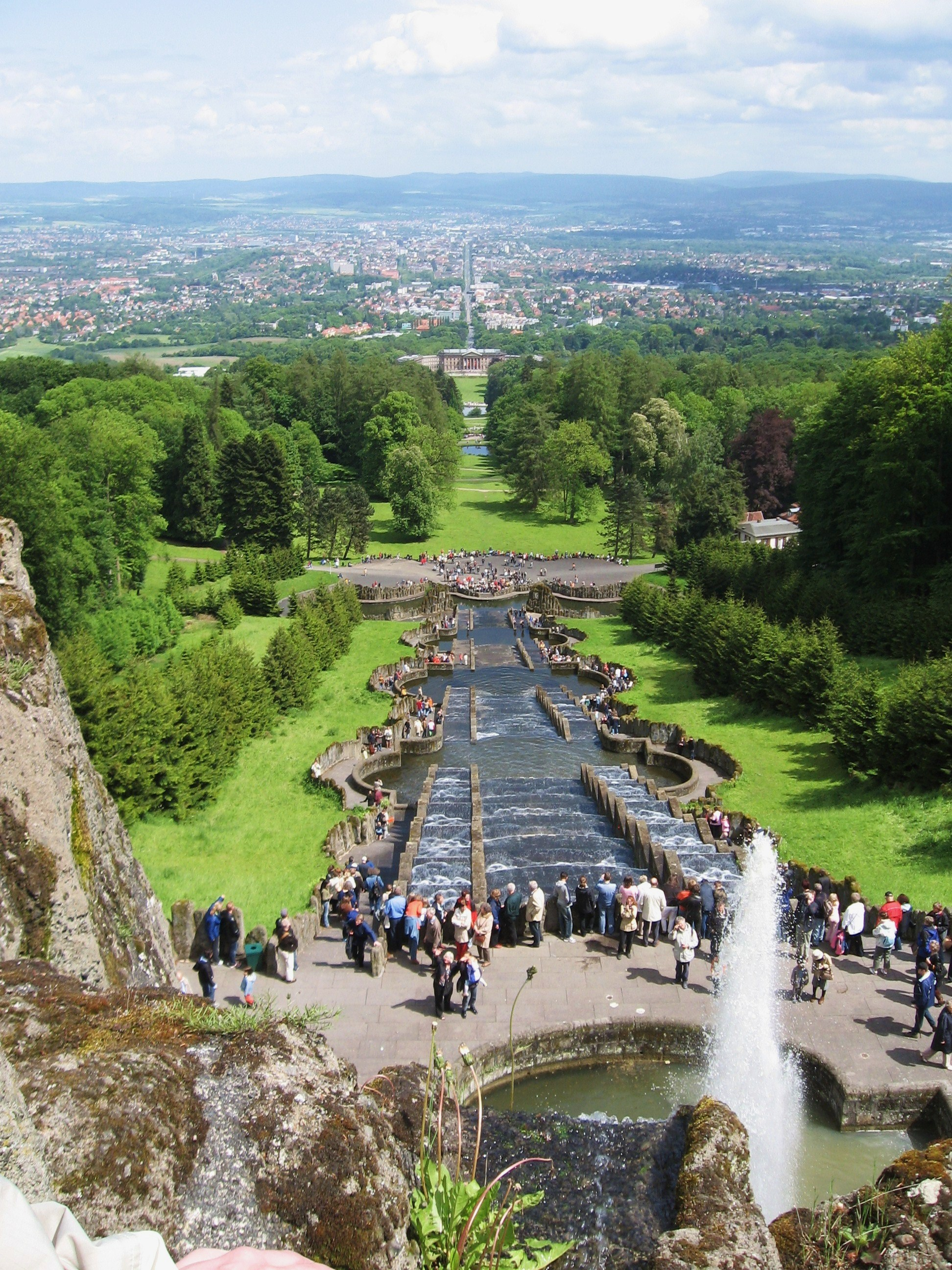
Vy från Bergpark Wilhelmshöhe mot Schloss Wilhelmshöhe med staden Kassel i bakgrunden.

- Belvedere auf dem Pfingstberg, Potsdam
- Schloss Bellevue, Berlin
- Berlins stadsslott (återuppbyggt med delvis återställd exteriör)
- Krongut Bornstedt, Potsdam
- Capuths slott
- Cecilienhof, Potsdam
- Charlottenburgs slott, Berlin
- Charlottenhofs slott, Potsdam
- Friedrichsfeldes slott, Berlin
- Jagdschloss Fürstenwalde, Fürstenwalde/Spree
- Jagdschloss Grunewald, Berlin
- Kamieniec Ząbkowickis slott
- Kronprinzenpalais, Berlin
- Küstrins slott (rivet)
- Königsbergs slott (rivet)
- Königs Wusterhausens slott
- Köpenicks slott, Berlin
- Lindstedts slott, Potsdam
- Marmorpalais, Potsdam
- Schloss Monbijou, Berlin
- Neues Palais, Potsdam
- Orangerieschloss, Potsdam
- Oranienburgs slott
- Paretz slott
- Plaues slott, Brandenburg an der Havel
- Potsdams stadsslott (rivet och återuppfört)
- Palais des Prinzen Heinrich, idag Humboldt-Universität zu Berlins huvudbyggnad.
- Pfaueninsels slott, Berlin
- Residensslottet i Poznań
- Prinz-Albrecht-Palais, Berlin (rivet)
- Prinzessinnenpalais, Berlin
- Rheinsbergs slott
- Sacrows slott, Potsdam
- Sanssouci, Potsdam
- Schwedts slott, Schwedt (rivet)
- Schönhausens slott, Berlin
- Szczecins slott, Szczecin
- Wilhelmshöhe slott (tillhörde Kurfurstendömet Hessen innan preussisk annektering 1866)
- Wrocławs kungliga slott, Wrocław (Breslau)

## Preussiska ordnar
Med släpspännen och i deras rangordning.

1. Svarta örns orden
2. Preussiska kronans förtjänstorden
3. Röda örns orden
4. Preussiska Kronorden
5. Hohenzollerska husorden
6. Pour le Mérite
7. Johanniterorden (Balliet Brandenburg)